# الساندرا جیلیانی
الساندرا جیلیانی (انگلیسی: Alessandra Giliani؛ ۱۳۰۷ – ۲۶ مارس ۱۳۲۶) یک دانشمند در زمینه کالبدشناسی اهل ایتالیا بود.